# Giulia Rossi-Bene
Giulia Rossi-Bene, née le 5 novembre 2006 à Sallanches, est une nageuse française.

## Carrière
Aux Championnats d'Europe juniors de natation 2022 à Otopeni, Giulia Rossi-Bene est médaillée d'or du relais 4 × 100 mètres 4 nages ainsi que du relais 4 × 100 mètres 4 nages mixte et médaillée d'argent du relais 4 × 100 mètres nage libre.
Elle est médaillée d'argent du relais 4 × 200 mètres nage libre mixte (en participant seulement aux séries) aux Championnats d'Europe de natation 2022 à Rome.